# Arvedo Cecchini
Arvedo Cecchini (ur. 2 grudnia 1924 w Rzymie, zm. 22 sierpnia 2011 tamże) – włoski zapaśnik walczący w stylu wolnym. Olimpijczyk z Helsinek 1952, gdzie zajął szesnaste miejsce w kategorii do 73 kg.

## Letnie Igrzyska Olimpijskie 1952
| Konkurencja      | Rundy eliminacyjne      | Rundy eliminacyjne | Klas. końcowa |
| Konkurencja      | Przeciwnik I            | Przeciwnik II      | Miejsce       |
| ---------------- | ----------------------- | ------------------ | ------------- |
| 73 kg styl wolny | Anton Mackowiak (FRG) P | Per Berlin (SWE) P | 16.           |